# Purga

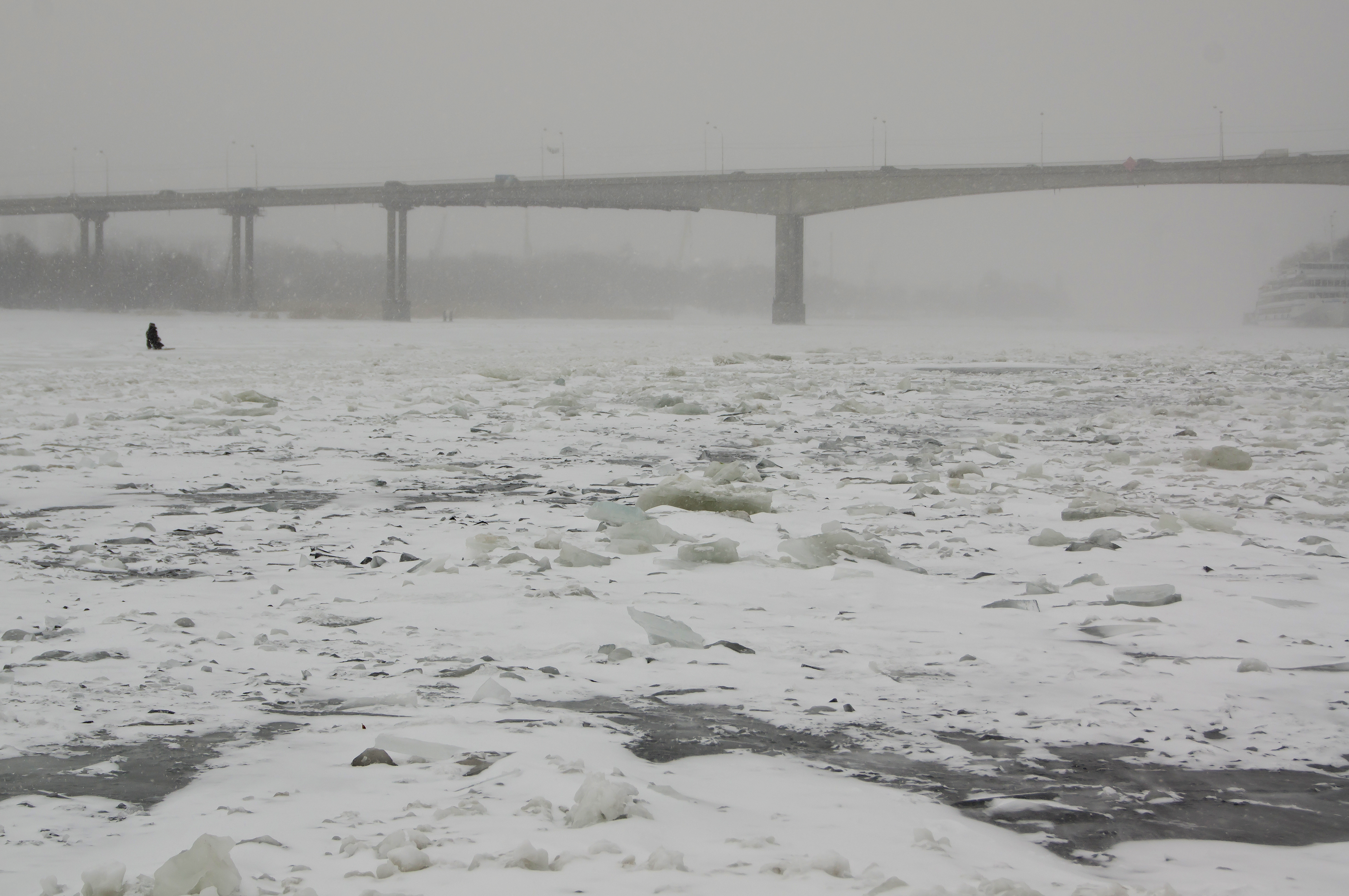
Purga

Purga (ros. пурга) to rodzaj wiatru, gwałtowny wicher północno-wschodni występujący na Syberii, połączony z zamiecią śnieżną, burzą śnieżną. Na Alasce nosi nazwę burga. W Korei purgu. W Finlandii purku oznacza wicher, zadymkę. Słowo to wywodzi się z grupy języków ugrofińskich.